# Intility Arena
Intility Arena – stadion piłkarski w Oslo, stolicy Norwegii. Został wybudowany w latach 2015–2017 i zainaugurowany w dniach 9–10 września 2017 roku. Może pomieścić 16 556 widzów. Swoje spotkania rozgrywają na nim piłkarze klubu Vålerenga, którzy przed otwarciem nowej areny występowali na stadionie Ullevaal. Obiekt początkowo nazywał się Vålerenga kultur- og idrettspark, jednak w październiku 2017 roku po podpisaniu umowy ze sponsorem zmienił swoją nazwę na Intility Arena.